# Sun Mengran
Sun Mengran (孙梦然S, Sūn MèngránP; Tientsin, 16 luglio 1992) è una cestista cinese.

## Carriera
Con la Cina ha preso parte ai Giochi della XXXI Olimpiade.